# Lesotho Paramilitary Forces FC
Lesotho Paramilitary Forces Football Club w skrócie Lesotho Paramilitary Forces FC – sotyjski klub piłkarski grający w pierwszej lidze sotyjskiej, mający siedzibę w mieście Maseru.

## Sukcesy
- I liga[1]:
  - mistrzostwo (2):  1983, 1984.

- Puchar Lesotho[2]:
  - zwycięstwo (1): 1985.

## Występy w afrykańskich pucharach
| Sezon | Rozgrywki                 | Runda   | Kraj       | Klub                   | Dom | Wyjazd | Dwumecz |
| ----- | ------------------------- | ------- | ---------- | ---------------------- | --- | ------ | ------- |
| 1984  | Puchar Mistrzów           | wstępna | Botswana   | Township Rollers       | 2–0 | 1–1    | 3–1     |
| 1984  | Puchar Mistrzów           | 1       | Zambia     | Nkana Red Devils       | 0–1 | 0–5    | 0–6     |
| 1985  | Puchar Mistrzów           | wstępna | Eswatini   | Mbabane Highlanders FC | 2–0 | 1–4    | 3–4     |
| 1986  | Puchar Zdobywców Pucharów | wstępna | Madagaskar | Fortior Mahajanga      | 0–0 | 2–3    | 2–3     |

## Stadion
Domowe mecze klub rozgrywa na stadionie o nazwie Ratjomose Stadium w Maseru, który może pomieścić 1000 widzów.